# Flaga Sint Eustatius
Flaga wyspy Sint Eustatius – według uchwały Rady Wyspy Sint Eustatius z 29 lipca 2004 roku, to prostokątny niebieski płat obrzeżony czerwono, podzielony na pięć pól czerwonym krzyżem. W miejscu przecięcia się ramion krzyża znajduje się biały romb obramowany czerwono. Wewnątrz rombu widnieje zielona sylwetka wyspy, a nad nią złota pięcioramienna gwiazda.
Flaga ma proporcje 2:3. 
Przyjęta została przez Radę Wyspy.  Oficjalnie wywieszona została po raz pierwszy 16 listopada 2004 roku w dzień święta wyspy - Statia Day.